# Накринсан
Накринсан — царь Куша (Нубия), правивший в первой половине I века до н. э.
Правитель Кушитского царства Накринсан(…) известен только из фрагмента таблицы пожертвований, которая найдена в Мероэ в пирамиде N13. Его имя записано египетскими иероглифами, но окончание картуша отсутствует. Неясно, была утрачена часть имени царя или же оно дошло до нас целиком.
Пирамида, в которой находилась таблица, связывается с местом погребения Накринсана. По стилю изображений в храме при пирамиде, она датируется первой половиной I века до н. э.